# Kiro Stojanow
Kiro Stojanow, mac. Киро Стојанов (ur. 9 kwietnia 1959 w Radowie w okręgu Bosiłowo) – macedoński biskup rzymskokatolicki, biskup pomocniczy Skopje w latach 1999–2005, biskup diecezji Skopje i eparchii Matki Bożej Wniebowziętej w Strumicy-Skopju (do 2018 egzarchatu apostolskiego Macedonii).

## Życiorys
Urodził się w macedońskiej rodzinie katolickiej. Święcenia kapłańskie otrzymał 6 kwietnia 1986. Następnie pracował w parafii katedralnej Najświętszego Serca Pana Jezusa w Skopju jako proboszcz.
4 stycznia 1999 został powołany przez papieża Jana Pawła II na stanowisko biskupa pomocniczego diecezji skopijskiej ze stolicą tytularną w Centuriones. Był pierwszym od ponad 104 lat biskupem pochodzenia macedońskiego. Sakrę biskupią otrzymał 1 maja 1999. 20 lipca 2005 decyzją papieża Benedykta XVI został następcą zmarłego biskupa diecezjalnego Skopje Joakima Herbuta i egzarchy apostolskiego dla grekokatolików w Macedonii. W 2018 po podniesieniu egzarchatu do rangi eparchii Matki Bożej Wniebowziętej w Strumicy-Skopje został mianowany jej pierwszym biskupem.
W 2003 roku został członkiem zakonu maltańskiego.